# NADPHデヒドロゲナーゼ
NADPHデヒドロゲナーゼ（NADPH dehydrogenase）は、次の化学反応を触媒する酸化還元酵素である。
NADPH + H+ + 電子受容体 {\displaystyle \rightleftharpoons } NADP+ + 還元型電子受容体
ただし、生理的な「電子受容体」は明らかになっていない。生物界に幅広く存在しており、補因子としてFAD（植物）またはFMN（酵母）を用いるフラボタンパク質である。NADPHジアホラーゼ(NADPH diaphorase)、旧黄色酵素(old yellow enzyme)とも呼ばれる。
1933年オットー・ワールブルクが下面発酵酵母から抽出した黄色い酵素Gelbe Fermentがその最初として知られている。これをヒューゴ・テオレルが詳細に研究し、フラボタンパク質であることを示している。1991年には遺伝子も同定されているが、この酵素の機能や役割は未だによくわかっていない。
なお、NADPHを酸化する酵素は他にも多数知られており、中にはNADPHデヒドロゲナーゼ (キノン)のように非常に紛らわしい名前のものもある。